# برایان مکوینی
برایان مکوینی (انگلیسی: Brian MacWhinney؛ زادهٔ ۲۲ اوت ۱۹۴۵) دانشمند در زمینه اکتساب زبان اهل ایالات متحده آمریکا است.